# Karl Reinhold Geijer
Karl Reinhold Geijer, född 23 april 1849 i Nyed, Värmlands län, död 27 mars 1922 i Uppsala, var en svensk filosof och professor i teoretisk filosofi, som också var verksam inom psykologin.

## Biografi
Geijer blev student vid Uppsala universitet 1867, filosofie kandidat 1871, filosofie doktor 1872 och, efter att ha speciminerat med avhandlingen Huru förhåller sig Leibnitz metafysik till de första förutsättningarna för möjligheten af praktisk filosofi? (i Uppsala universitets årsskrift), 1876 docent i praktisk filosofi. År 1880 kallades han till docent i samma ämne i Lund. Åren 1888–1914 var han professor i teoretisk filosofi vid Uppsala universitet. Från 1891 var han censor vid mogenhetsexamen. Han företog flera utländska resor i vetenskapligt syfte.
Geijer var utbildad inom den boströmska skolan, men påverkades tidigt även av Hermann Lotzes med den svenska idealismen besläktade åsikter. Särskilt genom studier i psykologi riktades hans intressen åt empiriskt håll. I akademiska föreläsningar behandlade han för första gången vid Uppsala universitet boströmianismen historiskt; likaså var han den, som först vid svenskt universitet försökte göra studenterna bekant med psykologins arbetsmetoder och resultat. I övrigt ägnade han i huvudsak sin akademiska undervisning åt kritiskt historiska framställningar av Immanuel Kants filosofi och den tyska filosofin efter Kant.
Åren 1882–1890 utgav och redigerade Geijer "Ny svensk tidskrift", för vilken han författade uppsatser med filosofiskt och estetiskt innehåll med mera. Tillsammans med Axel Nyblæus utgav han delarna V–VII av "Samuel Grubbes filosofiska skrifter i urval" (1882–1884). Han författade även skrifter inom pedagogiken. Åren 1905–1914 var han inspektor för Värmlands nation i Uppsala. Under tiden i Lund var han ordförande i studentkåren 1883.
Karl Reinhold Geijer var son till brukspatronen Kristoffer Vilhelm Geijer av släkten Geijer och Justina Maria Augusta Wennérus. Han var gift med Carolina Branting. Agnes Geijer var deras dotter.